# La Forest-Landerneau
La Forest-Landerneau (bret. Ar Forest-Landerne) – miejscowość i gmina we Francji, w regionie Bretania, w departamencie Finistère. W 2013 roku populacja gminy wynosiła 1863 mieszkańców. Miejscowość położona jest na prawym brzegu estuarium rzeki Élorn. 